# Discografia de John Mayer
A discografia de John Mayer, um cantor e compositor americano, consiste de seis álbuns de estúdio, sete álbuns ao vivo, três álbum de compilação, dois álbuns de vídeo, quatro extended play (EP), vinte dois singles e dezassete vídeos musicais.
Mayer lançou seu álbum de estréia, Room for Squares, em junho de 2001. Room for Squares chegou ao número oito na Billboard 200 dos Estados Unidos e vendeu mais de quatro milhões de cópias em território americano, sendo certificado Disco de Platina Quádruplo pela Recording Industry Association of America (RIAA). Três singles foram lançados para promover o disco, duas das quais se tornaram hits na Billboard Hot 100 dos Estados Unidos: "No Such Thing" e "Your Body Is a Wonderland". Heavier Things, o segundo álbum de estúdio de Mayer, foi lançado em setembro de 2003. O disco liderou a Billboard 200 e conseguiu a certificação de Disco de Platina Duplo pela RIAA. Heavier Things produziu três singles: "Bigger Than My Body", "Clarity" e "Daughters". "Daughters" mais tarde ganhou o prêmio de Canção do Ano no Grammy Awards.
Depois de um breve hiato musical, Mayer lançou seu terceiro álbum de estúdio Continuum em setembro de 2006. Continuum atingiu um pico de número dois na Billboard 200. "Waiting on the World to Change", o primeiro single do disco, alcançou a posição número 14 na Billboard Hot 100 e rendeu sucesso comercial em países como Austrália e Canadá. Seu quarto álbum de estúdio Battle Studies lançado em novembro de 2009, atingiu o topo da Billboard 200 e sendo Disco de Platina pela RIAA. O álbum contou com os singles "Who Says", "Heartbreak Warfare" e "Half of My Heart", os quais atingiram o top 40 nos Estados Unidos. Mayer lançou seu quinto álbum de estúdio Born and Raised em maio 2012, tornou-se seu terceiro álbum número um na Billboard 200.

## Álbuns

### Álbuns de estúdio
| Room for Squares - Lançamento: 5 de junho de 2001 - Editoras: Aware Records, Columbia Records - Formatos: Vinil, CD, download digital | 8 | 55 | 5  | 9 | 3  | —  | —  | —  | 128 | - : 4 milhões | - : 4× Platina - : 3× Platina - : Ouro       |
| Heavier Things - Lançamento: 9 de setembro de 2003 - Editoras: Aware Records, Columbia Records - Formatos: CD, download digital       | 1 | 60 | 4  | 3 | 5  | 19 | 72 | 15 | 200 | - : 3 milhões | - : 2× Platina - : 2× Platina - : Platina    |
| Continuum - Lançamento: 12 de setembro de 2006 - Editoras: Aware Records, Columbia Records - Formatos: CD, download digital           | 2 | 39 | 12 | 2 | 24 | 13 | —  | 9  | 46  | - : 2 milhões | - : 2× Platina - : Platina - : Platina       |
| Battle Studies - Lançamento: 17 de novembro de 2009 - Editoras: Columbia Records - Formatos: CD, download digital                     | 1 | 39 | 3  | 4 | 7  | 1  | 48 | 11 | 35  | - : 1 milhão  | - : Platina - : Platina - : Platina - : Ouro |
| Born and Raised - Lançamento: 22 de maio de 2012 - Editoras: Columbia Records - Formatos: CD, download digital                        | 1 | 17 | 1  | 1 | 1  | 1  | 14 | 1  | 4   | - : 570 mil   | - : Ouro - : Ouro                            |
| Paradise Valley - Lançamento: 19 de agosto de 2013 - Editoras: Columbia Records - Formatos: CD, download digital                      | 2 | 17 | 1  | 1 | 1  | 1  | 7  | 6  | 4   | - : 500 mil   | - : Ouro - : Ouro                            |
| The Search for Everything - Lançamento: 14 de abril de 2017 - Editoras: Columbia Records - Formatos: CD, download digital             | 2 | 44 | 5  | 2 | 7  | 4  | 30 | 10 | 16  | - : 500 mil   | - : Ouro - : Ouro                            |
| "—" denota lançamentos que não entraram nas tabelas ou não foram lançados neste território.                                           |   |    |    |   |    |    |    |    |     |               |                                              |

### Álbuns ao vivo
| Detalhes do álbum | Certificação (limiares de vendas) |
| --- | --------------------------------- |
| Any Given Thursday - Lançamento: 11 de fevereiro de 2003 - Editoras: Aware Records, Columbia Records - Formatos: CD, download digital | - : Platina                       |
| As/Is: Volume Two - Lançamento: 10 de agosto de 2004 - Editoras: Aware Records, Columbia Records - Formatos: download digital         |                                   |
| As/Is: Volume Three - Lançamento: 17 de agosto de 2004 - Editoras: Aware Records, Columbia Records - Formatos: download digital       |                                   |
| As/Is: Volume Four - Lançamento: 24 de agosto de 2004 - Editoras: Aware Records, Columbia Records - Formatos: download digital        |                                   |
| As/Is: Volume Five - Lançamento: 31 de agosto de 2004 - Editoras: Aware Records, Columbia Records - Formatos: download digital        |                                   |
| As/Is - Lançamento: 19 de agosto de 2004 - Editoras: Aware Records, Columbia Records - Formatos: CD, download digital                 |                                   |
| Where the Light Is - Lançamento: 1 de julho de 2008 - Editoras: Columbia Records - Formatos: CD, download digital                     | - : Ouro                          |

### Álbuns de compilação
| Detalhes do álbum |
| --- |
| Room for Squares / Heavier Things - Lançamento: 17 de setembro de 2007 - Editoras: Columbia Records - Formatos: CD, Box set          |
| Room for Squares / Heavier Things / Continuum - Lançamento: 13 de abril de 2009 - Editoras: Columbia Records - Formatos: CD, Box set |
| The Collection: John Mayer - Lançamento: 13 de dezembro de 2011 - Editoras: Aware Records, Sony BMG - Formatos: download digital     |

### Álbuns de vídeo
| Detalhes do álbum |
| --- |
| Any Given Thursday - Lançamento: 11 de fevereiro de 2007 - Editoras: Sony BMG - Formatos: DVD                                    |
| Where the Light Is - Lançamento: 1 de julho de 2008 - Editoras: Columbia Records - Formatos: DVD, Blu-ray                        |
| The Collection: John Mayer - Lançamento: 13 de dezembro de 2011 - Editoras: Aware Records, Sony BMG - Formatos: download digital |

### Extended plays
| Detalhes do álbum | Melhores posições nas tabelas | Melhores posições nas tabelas | Melhores posições nas tabelas |
| Detalhes do álbum | EUA                           | EUA Rock                      | DIN                           |
| --- | ----------------------------- | ----------------------------- | ----------------------------- |
| Inside Wants Out - Lançamento: 24 de setembro de 1999 - Editoras: Mayer Music - Formato: Download digital                           | 22                            | —                             | —                             |
| As/Is: Volume One - Lançamento: 1 de dezembro de 2003 - Editora: Aware Records, Columbia Records - Formato: Download digital        | —                             | —                             | —                             |
| The Village Sessions - Lançamento: 12 de dezembro de 2006 - Editora: Aware Records, Columbia Records - Formato: Download digital    | —                             | —                             | —                             |
| The Complete 2012 Performances Collection - Lançamento: 3 de agosto de 2012 - Editora: Columbia Records - Formato: Download digital | 17                            | 3                             | 15                            |
| "—" denota lançamentos que não entraram nas tabelas ou não foram lançados neste território.                                         |                               |                               |                               |

## Singles

### Como artista principal
| 2002                                                                                        | "No Such Thing"                  | 13  | 28 | —  | —  | 97 | 14 | 42  |                               | Room for Squares          |
| 2002                                                                                        | "Your Body Is a Wonderland"      | 18  | 23 | —  | —  | —  | 9  | —   | - : Ouro - : Ouro             | Room for Squares          |
| 2003                                                                                        | "Why Georgia"                    | 102 | 81 | —  | —  | —  | 23 | —   |                               | Room for Squares          |
| 2003                                                                                        | "Bigger Than My Body"            | 33  | 38 | —  | —  | —  | 21 | 72  |                               | Heavier Things            |
| 2004                                                                                        | "Clarity"                        | 125 | —  | —  | —  | 80 | 23 | —   |                               | Heavier Things            |
| 2004                                                                                        | "Daughters"                      | 19  | 53 | —  | —  | 29 | —  | —   | - : Ouro                      | Heavier Things            |
| 2006                                                                                        | "Waiting on the World to Change" | 14  | 17 | 22 | —  | 55 | 36 | 115 | - : Platina - : Platina       | Continuum                 |
| 2007                                                                                        | "Gravity"                        | 71  | —  | —  | —  | 66 | —  | —   |                               | Continuum                 |
| 2007                                                                                        | "Belief"                         | —   | —  | —  | —  | —  | —  | —   |                               | Continuum                 |
| 2007                                                                                        | "Dreaming with a Broken Heart"   | 99  | —  | 69 | —  | 96 | —  | —   |                               | Continuum                 |
| 2007                                                                                        | "Say"                            | 12  | 53 | 47 | 27 | —  | —  | —   | - : Platina                   | Continuum                 |
| 2008                                                                                        | "Free Fallin'"                   | 51  | 52 | 14 | —  | —  | —  | 147 | - : Ouro                      | Where the Light Is        |
| 2009                                                                                        | "Who Says"                       | 17  | 52 | 14 | —  | —  | —  | 147 | - : Ouro - : Ouro             | Battle Studies            |
| 2009                                                                                        | "Heartbreak Warfare"             | 34  | 31 | 62 | 29 | 6  | 34 | —   | - : Platina - : Ouro          | Battle Studies            |
| 2010                                                                                        | "Half of My Heart"               | 25  | 71 | 53 | —  | 40 | —  | —   | - : Ouro                      | Battle Studies            |
| 2010                                                                                        | "Perfectly Lonely"               | —   | —  | —  | —  | 52 | —  | —   |                               | Battle Studies            |
| 2012                                                                                        | "Shadow Days"                    | 42  | —  | 49 | 39 | 23 | —  | —   |                               | Born and Raised           |
| 2012                                                                                        | "Queen of California"            | 107 | —  | —  | —  | —  | —  | —   |                               | Born and Raised           |
| 2012                                                                                        | "Something Like Olivia"          | —   | —  | —  | —  | —  | —  | —   |                               | Born and Raised           |
| 2013                                                                                        | "Paper Doll"                     | 77  | —  | 95 | 37 | 58 | —  | 126 |                               | Paradise Valley           |
| 2013                                                                                        | "Wildfire"                       | 85  | —  | 94 | —  | 77 | —  | —   |                               | Paradise Valley           |
| 2013                                                                                        | "Who You Love"                   | 48  | 83 | 70 | —  | —  | —  | —   |                               | Paradise Valley           |
| 2014                                                                                        | "XO"                             | 90  | 81 | 76 | —  | 95 | —  | 115 | - : Ouro                      | —                         |
| 2016                                                                                        | "Love on the Weekend"            | 53  | 65 | 69 | —  | 64 | —  | —   |                               | The Search for Everything |
| 2017                                                                                        | "Still Feel Like Your Man"       | —   | —  | —  | —  | 93 | —  | —   |                               | The Search for Everything |
| 2017                                                                                        | "In the Blood"                   | —   | —  | —  | —  | —  | —  | —   |                               | The Search for Everything |
| 2018                                                                                        | "New Light"                      | 105 | —  | —  | —  | 29 | —  | —   | - : Platina - : Ouro - : Ouro | TBA                       |
| 2019                                                                                        | "I Guess I Just Feel Like"       | 94  | —  | —  | —  | —  | —  | —   |                               | TBA                       |
| 2019                                                                                        | "Carry Me Away"                  | 105 | —  | —  | —  | —  | —  | —   |                               | TBA                       |
| "—" denota lançamentos que não entraram nas tabelas ou não foram lançados neste território. |                                  |     |    |    |    |    |    |     |                               |                           |

### Como artista convidado
| Ano  | Canção                                                  | Melhores posições nas tabelas | Melhores posições nas tabelas | Melhores posições nas tabelas | Melhores posições nas tabelas | Melhores posições nas tabelas | Melhores posições nas tabelas | Melhores posições nas tabelas | Álbum           |
| Ano  | Canção                                                  | EUA                           | AUS                           | CAN                           | IRL                           | HOL                           | NZL                           | UK                            | Álbum           |
| ---- | ------------------------------------------------------- | ----------------------------- | ----------------------------- | ----------------------------- | ----------------------------- | ----------------------------- | ----------------------------- | ----------------------------- | --------------- |
| 2005 | "Go!" (Common com participação de John Mayer)           | 79                            | —                             | —                             | —                             | —                             | —                             | 79                            | Be              |
| 2008 | "Beat It" (Fall Out Boy com participação de John Mayer) | 19                            | 13                            | 8                             | 21                            | 98                            | 14                            | 21                            | Live in Phoenix |

## Vídeos musicais
| Ano  | Canção                           | Director(es)    |
| ---- | -------------------------------- | --------------- |
| 2002 | "No Such Thing"                  | Sam Erickson    |
| 2002 | "Your Body Is a Wonderland"      | Jim Gable       |
| 2003 | "Why Georgia"                    | Sam Erickson    |
| 2003 | "Bigger Than My Body"            | Nigel Dick      |
| 2004 | "Clarity"                        | Little X        |
| 2004 | "Daughters"                      | Mario Sorrenti  |
| 2006 | "Waiting on the World to Change" | Philip Andelman |
| 2006 | "In Repair"                      | Sam Erickson    |
| 2007 | "Say"                            | Vem             |
| 2009 | "Who Says"                       | Anthony Mandler |
| 2009 | "Heartbreak Warfare"             | —               |
| 2009 | "Heartbreak Warfare"             | Vance Burberry  |
| 2010 | "Half of My Heart"               | P. R. Brown     |
| 2012 | "Shadow Days"                    | Philip Andelman |
| 2012 | "Queen of California"            | Sam Jones       |